# Rathaus Neustrelitz

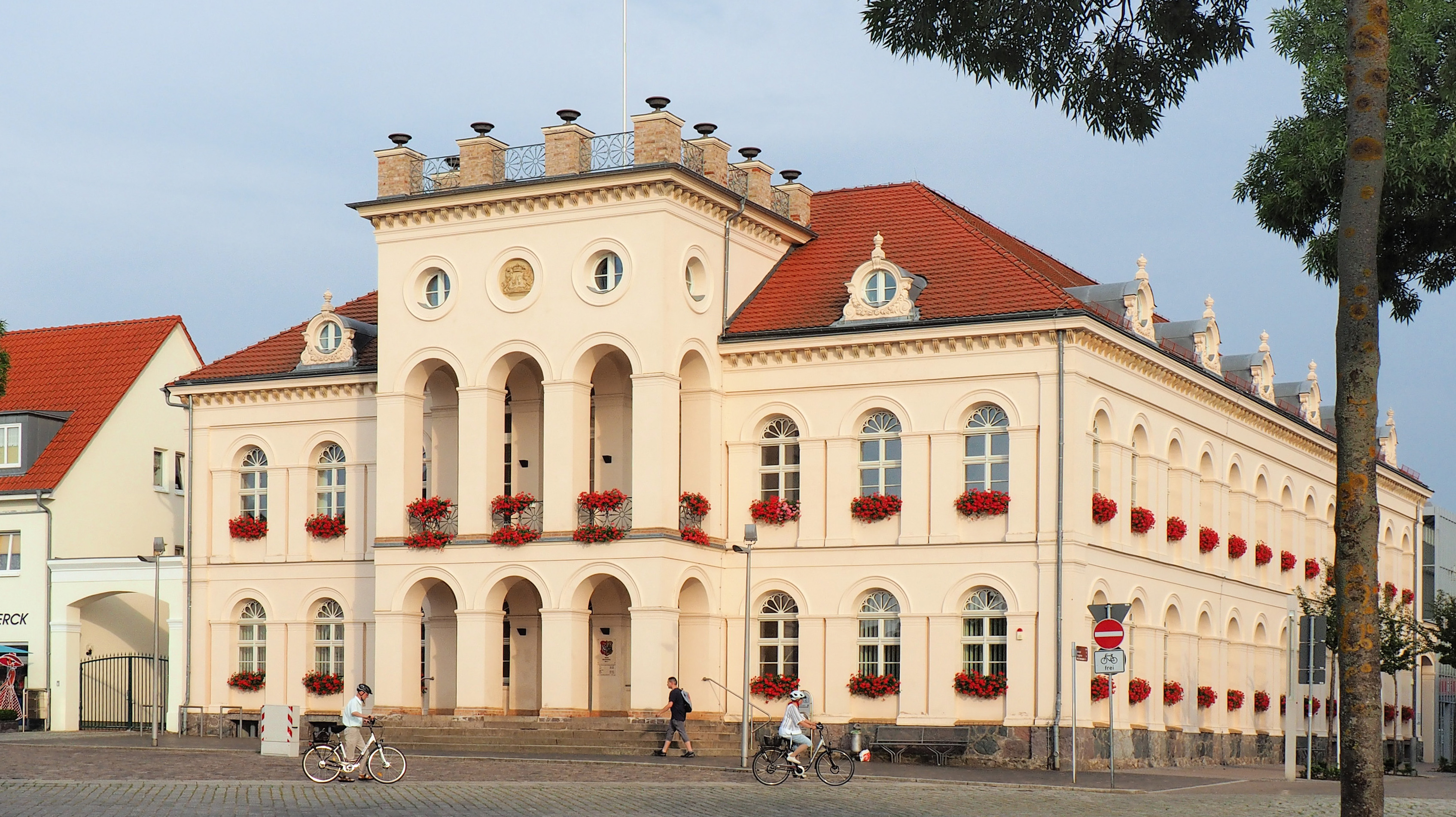

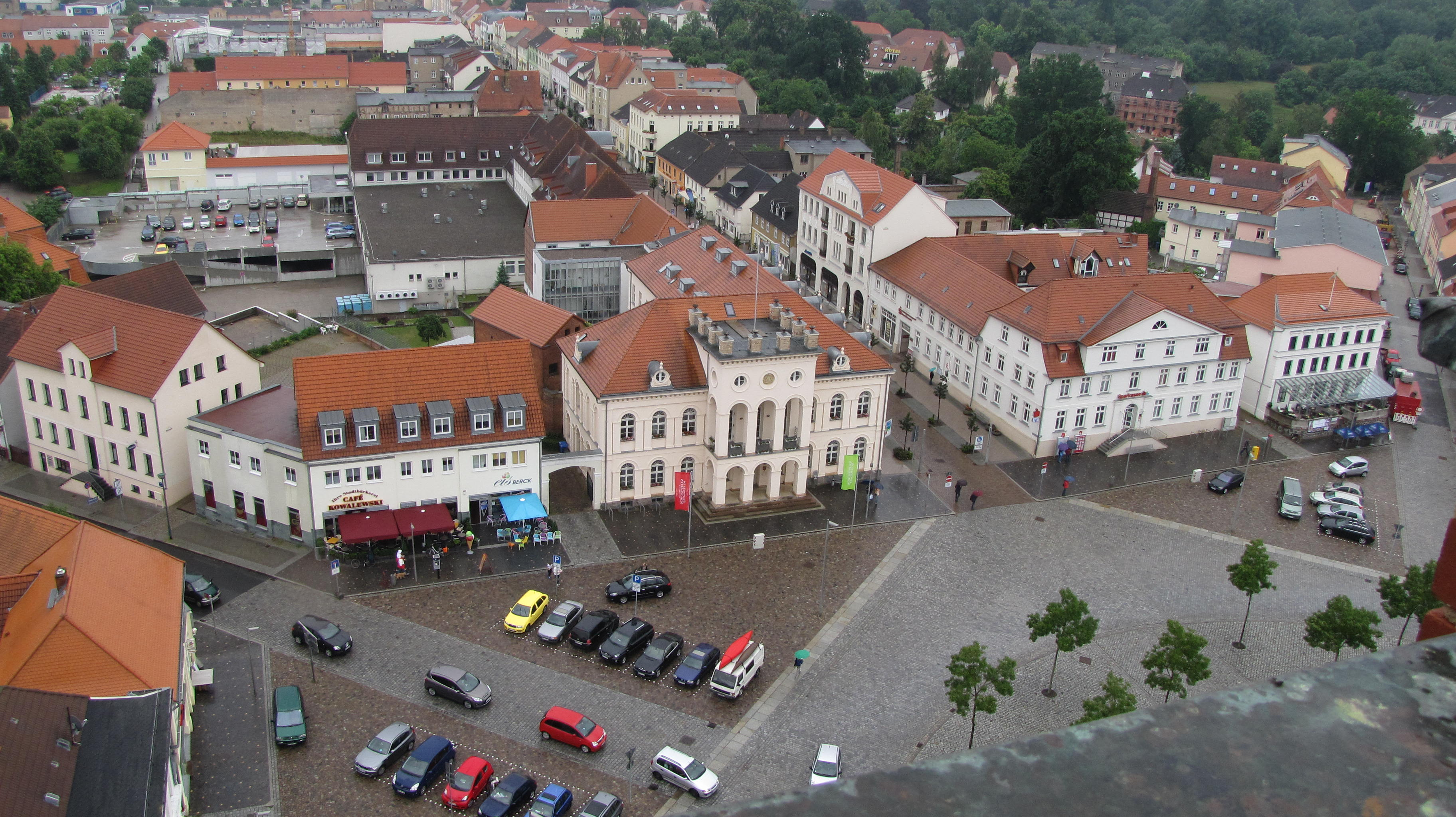
Luftbild von der Stadtkirche

Das Rathaus von Neustrelitz wurde 1843 eingeweiht. Es befindet sich im Stadtkern von Neustrelitz, direkt am Marktplatz in unmittelbarer Nähe zur Stadtkirche.
Das Gebäude steht unter Denkmalschutz.

## Geschichte
Ein Schlossbrand in der Nacht vom 24. zum 25. Oktober 1712 beendete die fürstliche Hofhaltung in Strelitz. Nachdem der Wiederaufbau des Schlosses gescheitert war, erfolgte von 1726 bis 1731 der Um- und Ausbau des kleinen Jagdhauses in der Meierei Glieneke zum Residenzschloss. 1733 wurde dann in unmittelbarer Nachbarschaft vom regierenden Herzog Adolf Friedrich III. die Stadt Neustrelitz gegründet. Da die Entwicklung der neuen Stadt dem Herzog nicht zügig genug voranschritt, förderte er die Ansiedlung durch kostenfreie Bauplätze, Bauholz und Steuerfreiheit.
Das erste Rathaus – ein barocker Fachwerkbau – wurde 1755 angekauft. Es diente als Stadt-, Gerichts- und Rathaus und es erhielt zusätzlich einen Fachwerkturm. Es wurde im 19. Jahrhundert für einen neuen Rathausbau abgerissen.
Das zweite Rathaus wurde nach Plänen des Schinkelschülers Friedrich Wilhelm Buttel von 1841 bis 1843 erstellt. Der zweigeschossige massive Putzbau im Stil des Klassizismus ist zur Marktplatzseite dreiteilig. Der Mittelrisalit ist in beiden Geschossen durch rundbogige Pfeiler-Arkaden geöffnet und er wird darüber durch eine mächtige Balustrade abgeschlossen. Senkrechte, zweigeschossige Pfeilervorlagen als Pilaster gliedern das Haus.
Schon nach wenigen Jahren wurde das Rathaus zur Strelitzer Straße hin erweitert. 1891 brannte das Haus teilweise ab, es wurde aber unverändert wieder aufgebaut.
Neustrelitz blieb bis 1918 fürstlicher Grundbesitz. Die Übertragung von kommunalen Selbstbestimmungs- und Selbstverwaltungsrechten unterblieb und es gab keine gewählten Repräsentanten. 1912 erhielt Neustrelitz eine neue Stadtordnung mit allen Rechten einer selbstständigen Stadt. Somit konnte im Januar 1913 eine Stadtverordnetenversammlung gewählt und gebildet werden.
Wahlberechtigt waren ausschließlich Bürger, die an die Stadt Steuern zahlten. Von den rund 12.000 Einwohnern waren das 650 Männer.
Das Rathaus wurde von 2006 bis 2008 im Rahmen der  Städtebauförderung saniert. Das ockerfarbene Rathaus ist mit der barocken Stadtkirche von 1778 und den anderen Gebäuden Teil des Ensembles am barocken neu gestalteten Marktplatz mit seinen acht strahlenförmig abgehenden Straßen.